# バレ・ド・クール
バレ・ド・クール（フランス語：Ballets de cour, 宮廷バレエ）とは、16世紀・17世紀に宮廷で演じられていたバレエのこと。

## 概略
バレ・ド・クール音楽の最も重要な作曲家で、この形式の発展に貢献したのは、ジャン＝バティスト・リュリである。ルイ14世に王立音楽アカデミー監督として雇われていた間、リュリは、ピエール・ボーシャン、モリエール、フィリップ・キノー（Philippe Quinault）、ラフォンテーヌ嬢（Mademoiselle De Lafontaine）。最初のプロの女性ダンサーで パリ・オペラ座バレエのプルミエ・ダンスーズ）らとともに、付随音楽同様にバレエを1つの芸術形式として発展させることに努めた。
王立舞踏アカデミー（Académie Royale de Danse）監督でバレエの指導者だったボーシャンは、トワノ・アルボの1588年の『オルケゾグラフィ』に基づいて「5つの足のポジション」（Position classique参照）を体系化した。ダンスの技術面を強調することで、ボーシャンはバレエ技術の最初のルール作りに着手した。足の回転、軽い衣装、女性ダンサー、長いダンス・シークエンス（これらすべては1697年の『優雅なヨーロッパ』（L'Europe galante）に見られる）は、軽いしなやかな履き物とともに、前ロマン派時代に至るバレエのターニング・ポイントとなった。ピエール・ラモーは1725年の『Le Maître à Danser』の中で、ボーシャンの体・足・ポジションの動きを詳述した。
バレ・デ・クールは18世紀になるとコメディ＝バレ（Comédie-ballet ）ならびにオペラ＝バレに発展した。これはバレエをフィーチャーしたまったくのオペラの形式だった。ジャン＝フィリップ・ラモーの『優雅なインドの国々』（Les Indes galantes、1735年）は、社交ダンス（ボールルーム・ダンス）・バレエへの分岐のきっかけとなった作品と考えられている。